# Storeholmen (Osterøy)
Ne doit pas être confondu avec Storeholmen.
Storeholmen est une île norvégienne du comté de Hordaland appartenant administrativement à Osterøy.

## Description
Rocheuse et couverte d'arbres, à fleur d'eau, elle s'étend sur environ 501 m de longueur pour une largeur approximative de 114 m. 